# Hercule (1778)
L'Hercule  est un navire de ligne français, en service de 1778 à 1799.

## Histoire
En 1781, sous les ordres du capitaine de Vaisseau Jean Baptiste de Turpin de Jouhé du Breuil Malmaud, dit Turpin du Breuil, L'Hercule est intégrée à l'escadre bleue de la flotte de l'amiral de Grasse. Il participe la même année à la bataille de la baie de Chesapeake et à la bataille de Yorktown.
En 1782, le navire prend part à la bataille des Saintes, sous le commandement du capitaine Jean-Isaac Chadeau de la Clocheterie, qui trouve la mort lors des combats. Serre-file de l'arrière-garde, le navire est fortement éprouvé et déplore la mort de vingt hommes. Il perd son mât d'artimon mais parvient à s'enfuir et se réfugie au Cap, à Saint-Domingue. Le lieutenant de vaisseau Joseph Gabriel de Poulpiquet, chevalier de Coatlès, est condamné à la chambre du conseil pour y être admonesté en présence du tribunal assemblé. Le 19 mai 1782, le navire affiche 597 hommes à son bord.
L'Hercule passe sous le commandement du capitaine Puget-Bras. Il lève l'ancre le 3 juillet avec l'escadre du marquis de Vaudreuil et arrive le 26 dans la baie de Chesapeake, en Virginie. Le 10 août, il mouille dans la baie de Nantasket, près de Boston. L'escadre reprend la mer le 24 décembre avec l'intention de rejoindre la flotte espagnole et de mener une action sur la Jamaïque. L'Hercule mouille ensuite à Curaçao le 7 février 1783, puis à Puerto Cabello, au Venezuela, le 17. Mais le 24 mars, Vaudreuil apprend l'ouverture des négociations de paix entre la France et la Grande-Bretagne et la conclusion d'un accord de cessation des hostilités le 3 février. Toute action étant désormais inutile, L'Hercule et plusieurs autres navires regagnent le Cap le 15 avril afin de se préparer à la longue traversée qui doit les ramener en France. Ils quittent les Antilles le 30 avril et atteignent le port de Brest le 17 juin, où ils sont accueillis par une population enthousiaste
Le futur général vendéen, François Athanase Charette de La Contrie, alors garde de la Marine, sert sur ce navire de juin 1782 à juin 1783. 
En mai 1795, le navire est rebaptisé l'Hydre.
Il est finalement démantelé en 1799.